# Créole du Cap-Vert
Le créole du Cap-Vert est une langue originaire de l'archipel du Cap-Vert, en Afrique. C’est une langue créole à base lexicale portugaise, langue maternelle de presque la totalité des Capverdiens, et aussi utilisée comme deuxième langue parmi les descendants de Capverdiens dans d'autres pays.

## Introduction
La désignation correcte de cette langue est « créole capverdien », mais dans l’usage quotidien elle est simplement appelée du nom de « créole » par ses utilisateurs. Le nom « capverdien » (cabo-verdiano en portugais, cabuverdiánu en créole capverdien) ou « langue capverdienne » (língua cabo-verdiana en portugais, língua cabuverdiánu en créole capverdien) a été proposé pour désigner la langue après sa standardisation.

## Différences entre les créoles du Cap-Vert
Malgré l’exiguïté du pays, la situation d’insularité a fait que chaque île a développé sa propre façon de parler le créole. Chacune de ces façons propose un dialecte différent, mais les experts au Cap-Vert ont coutume de les appeler « variantes ». Ces variantes peuvent être regroupées en deux grandes variétés : au Sud, il y a les créoles de Sotavento, qui comprennent les variantes de Brava, Fogo, Santiago et Maio ; au Nord, il y a les créoles de Barlavento, qui comprennent les variantes de Boa Vista, Sal, São Nicolau, São Vicente et Santo Antão. Les autorités linguistiques du Cap-Vert considèrent le créole comme une langue unique, et pas comme neuf langues différentes.
- Quelques caractéristiques des créoles de Sotavento :
  - L’aspect imperfectif du passé est formé en liant la particule pour le passé ~ba au verbe: tâ + V+ba.
  - Le pronom personnel pour la deuxième personne du pluriel est nhôs.
  - La forme sujet du pronom personnel pour la première personne du singulier est représentée par une nasalisation. Ex.: m’ andâ prononcé /ƞ ɐ̃ˈdɐ/ au lieu de /m ɐ̃ˈdɐ/ « J’ai marché », m’ stâ tâ sintí prononcé /ƞ stɐ tɐ sĩˈti/ au lieu de /m stɐ tɐ sĩˈti/ « Je suis en train de sentir », m’ labába prononcé /ƞ lɐˈbabɐ/ au lieu de /m lɐˈbabɐ/ « J’avais lavé ».
  - La forme objet du pronom personnel pour la première personne du singulier disparaît, mais nasalise la voyelle précédente. Ex.: lebâ-m’ prononcé /leˈbɐ̃/ au lieu de /leˈbɐm/ « emmène-moi », metê-m’ prononcé /meˈtẽ/ au lieu de /meˈtem/ «mets-moi », cudí-m’ prononcé /kuˈdĩ/ au lieu de /kuˈdim/ « réponds-moi », compô-m’ prononcé /kõˈpõ/ au lieu de /kõˈpom/ « arrange-moi », bumbú-m’ prononcé /bũˈbũ/ au lieu de /bũˈbum/ « mets-moi sur le dos ».
- Quelques caractéristiques des créoles de Barlavento :
  - L’aspect imperfectif du passé est formé en liant la particule pour le passé ~va à l’actualisateur verbal tâ: táva + V.
  - Le pronom personnel pour la deuxième personne du pluriel est b’sôt’.
  - Les voyelles atones /i/ et /u/ disparaissent fréquemment. Ex.: c’mádr’ /kmadɾ/ au lieu de cumádri /kuˈmadɾi/ « commère », v’lúd’ /vlud/ au lieu de vilúdu /viˈludu/ « velours », c’dí /kdi/ au lieu de cudí /kuˈdi/ « répondre », tch’gâ /tʃɡɐ/ au lieu de tchigâ /tʃiˈɡɐ/ « arriver ».
  - Vélarisation du son /a/ tonique (oral ou nasal) vers /ɔ/ dans des mots qui finissaient par le son /u/. Ex.: ólt’ /ɔlt/ au lieu de áltu /ˈaltu/ « haut », cónd’ /kɔ̃d/ au lieu de cándu /ˈkãdu/ « quand », macóc’ /mɐˈkɔk/ au lieu de macácu /mɐˈkaku/ « singe ». Le même avec des pronoms: b’tó-b’ /ptɔb/ au lieu de botá-bu /boˈtabu/ « te jeter ».

Comme quelques formes lexicales du créole capverdien peuvent être différentes selon chaque variante, les mots et les phrases dans cet article seront présentés dans un modèle de compromis, une espèce de « créole moyen » pour faciliter la compréhension et pour ne  favoriser aucune variante. Chaque fois que ce sera nécessaire, la transcription phonémique (ou parfois la transcription phonétique) sera montrée immédiatement après le mot.
Pour le système d’écriture, consulter la section Système d’écriture.
D’un point de vue linguistique, les variantes les plus importantes sont celles de Fogo, Santiago, São Nicolau et Santo Antão, et n’importe quelle étude approfondie du créole doit considérer au moins ces quatre variantes. Ce sont les seules îles qui ont reçu des esclaves directement du continent africain, et les îles qui possèdent des caractéristiques linguistiques les plus conservatrices et les plus différentes entre elles.
D’un point de vue social, les variantes les plus importantes sont celles de Santiago et São Vicente, et n’importe quelle étude superficielle du créole doit considérer au moins ces deux variantes. Ce sont les variantes des deux plus grandes villes (Praia et Mindelo), les variantes avec le plus grand nombre d’utilisateurs, et les variantes avec une tendance glottophagiste sur les variantes voisines.
Différences entre les créoles du Cap-Vert :
| Créole de Fogo                           | Créole de Santiago                       | Créole de São Nicolau                           | Créole de São Vicente                           | Créole de Santo Antão                           | Français                     |
| ---------------------------------------- | ---------------------------------------- | ----------------------------------------------- | ----------------------------------------------- | ----------------------------------------------- | ---------------------------- |
| Ês frâ-m’. [es fɾɐ̃]                      | Ês flâ-m’. [es flɐ̃]                      | Ês fló-m’. [es flɔm]                            | Ês dzê-m’. [eʒ dzem]                            | Ês dzê-m’. [eʒ dzem]                            | Ils m’ont dit.               |
| Bú câ ê bunítu. [bu kɐ e buˈnitu]        | Bú câ ê bunítu. [bu kɐ e buˈnitu]        | Bô câ ê b’nít’. [bo kɐ e bnit]                  | Bô câ ê b’nít’. [bo kɐ e bnit]                  | Bô n’ ê b’nít’. [bo ne bnit]                    | Tu n’es pas joli.            |
| M’ câ sabê. [ŋ kɐ sɒˈbe]                 | M’ câ sâbi. [ŋ kɐ ˈsɐbi]                 | M’ câ sabê. [m kɐ saˈbe]                        | M’ câ sabê. [m kɐ saˈbe]                        | Mí n’ séb’. [mi n sɛb]                          | Je ne sais pas.              |
| Cumó’ qu’ ê bú nômi? [kuˈmɔ ke bu ˈnomi] | ’Módi qu’ ê bú nómi? [ˈmɔdi ke bu ˈnɔmi] | Qu’ manêra qu’ ê bô nôm’? [k mɐˈneɾɐ ke bo nom] | Qu’ manêra qu’ ê bô nôm’? [k mɐˈneɾɐ ke bo nom] | Qu’ menêra qu’ ê bô nôm’? [k meˈneɾɐ ke bo nom] | Comment c’est ton nom?       |
| Bú podê djudâ-m’? [bu poˈde dʒuˈdɐ̃]      | Bú pôdi djudâ-m’? [bu ˈpodi dʒuˈdɐ̃]      | Bô podê j’dó-m’? [bo poˈde ʒdɔm]                | Bô podê j’dá-m’? [bo poˈde ʒdam]                | Bô podê j’dé-m’? [bo poˈde ʒdɛm]                | Est-ce que tu peux m'aider?  |
| Spiâ lí! [spiˈɐ li]                      | Spía li! [spˈiɐ li]                      | Spiâ li! [spiˈɐ li]                             | Spiá li! [ʃpiˈa li]                             | Spiá li! [ʃpiˈa li]                             | Regarde ici!                 |
| Ê’ cantâ. [e kɒ̃ˈtɐ]                      | Ê’ cánta. [e ˈkãtɐ]                      | Êl cantâ. [el kɐ̃ˈtɐ]                            | Êl cantá. [el kɐ̃ˈta]                            | Êl cantá. [el kɐ̃ˈta]                            | Il/elle a chanté.            |
| Bú tâ cantâ. [bu tɐ kɒ̃ˈtɐ]               | Bú tâ cánta. [bu tɐ ˈkãtɐ]               | Bô tâ cantâ. [bo tɐ kɐ̃ˈtɐ]                      | Bô tâ cantá. [bo tɐ kɐ̃ˈta]                      | Bô tâ cantá. [bo tɐ kɐ̃ˈta]                      | Tu chantes.                  |
| M’ stâ cantâ. [ƞ stɐ kɒ̃ˈtɐ]              | M’ sâ tâ cánta. [ƞ sɐ tɐ ˈkãtɐ]          | M’ tâ tâ cantâ. [m tɐ tɐ kɐ̃ˈtɐ]                 | M’ tí tâ cantá. [m ti tɐ kɐ̃ˈta]                 | M’ tí tâ cantá. [m ti tɐ kɐ̃ˈta]                 | Je suis en train de chanter. |
| Screbê [skɾeˈbe]                         | Scrêbi [ˈskɾebi]                         | Screbê [skɾeˈbe]                                | Screvê [ʃkɾeˈve]                                | Screvê [ʃkɾeˈve]                                | Écrire                       |
| Gossím [ɡɔˈsĩ]                           | Góssi [ˈɡɔsi]                            | Grinhassím [ɡɾiɲɐˈsĩ]                           | Grinhassím [ɡɾiɲɐˈsĩ]                           | Grinhessím [ɡɾiɲeˈsĩ]                           | Maintenant                   |
| Pôrcu [ˈpoɾku]                           | Pôrcu [ˈpoɾku]                           | Pôrcu [ˈpoɾku]                                  | Tchúc’ [tʃuk]                                   | Tchúc’ [tʃuk]                                   | Cochon                       |
| Conxê [kõˈʃe]                            | Cônxi [ˈkõʃi]                            | Conxê [kõˈʃe]                                   | Conxê [kõˈʃe]                                   | Conxê [kõˈʃe]                                   | Connaître                    |
| Dixâ [diˈʃɐ]                             | Dêxa [ˈdeʃɐ]                             | D’xâ [tʃɐ]                                      | D’xá [tʃa]                                      | D’xá [tʃa]                                      | Laisser                      |
| Dixâ-m’ quétu! [diˈʃɐ̃ ˈkɛtu]             | Dexâ-m’ quétu! [deˈʃɐ̃ ˈkɛtu]             | D’xó-m’ quêt’! [tʃɔm ket]                       | D’xá-m’ quêt’! [tʃam ket]                       | D’xé-m’ quêt’! [tʃɛm ket]                       | Laisse-moi tranquille!       |
| Dôci [ˈdosi]                             | Dóxi [ˈdɔʃi]                             | Dôç’ [dos]                                      | Dôç’ [dos]                                      | Dôç’ [dos]                                      | Sucré, doux                  |
| Papiâ [pɒˈpjɐ]                           | Pâpia [ˈpɐpjɐ]                           | Papiâ [pɐˈpjɐ]                                  | Falá [fɐˈla]                                    | Falá [fɐˈla]                                    | Parler                       |
| Cúrpa [ˈkuɾpɐ]                           | Cúlpa [ˈkulpɐ]                           | Cúlpa [ˈkulpɐ]                                  | Cúlpa [ˈkulpɐ]                                  | Cúlpa [ˈkulpɐ]                                  | Faute                        |
| Nhôs amígu [ɲoz ɒˈmigu]                  | Nhôs amígu [ɲoz ɐˈmigu]                  | B’sôt’ amígu [bzot ɐˈmiɡu]                      | B’sôt’ amíg’ [bzot ɐˈmiɡ]                       | B’sôt’ emíg’ [bzot eˈmiɡ]                       | Votre ami                    |
| Scúru [ˈskuru]                           | Sucúru [suˈkuru]                         | Scúr’ [skur]                                    | Scúr’ [ʃkur]                                    | Scúr’ [ʃkur]                                    | Foncé (couleur)              |
| Cárru [ˈkaru]                            | Cáru [ˈkaɾu]                             | Córr’ [kɔʀ]                                     | Córr’ [kɔʀ]                                     | Córr’ [kɔʀ]                                     | Voiture                      |
| Lébi [ˈlɛbi]                             | Lébi [ˈlɛbi]                             | Lêb’ [leb]                                      | Lêv’ [lev]                                      | Lêv’ [lev]                                      | Léger                        |

Pour d’autres exemples consulter la liste de Swadesh du créole du Cap-Vert (pt).

## Origines

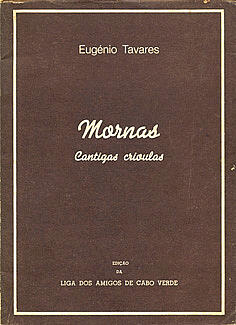
Mornas — cantigas crioulas par Eugénio Tavares, un des premiers livres avec des textes en créole.

L’histoire du créole capverdien est difficile à retracer et cela est dû, d’abord, au manque de documents écrits dès les commencements du créole, ensuite à l’ostracisme auquel le créole a été voué pendant l'hégémonie de l’administration portugaise.
Il existe à présent trois théories à propos de la formation du créole. La théorie eurogénétique défend que le créole a été formé par les colonisateurs portugais, en simplifiant la langue portugaise de façon à la rendre accessible aux esclaves africains. C’est le point de vue de certains auteurs comme Prudent, Waldman, Chaudesenson, Lopes da Silva. La théorie afrogénétique défend que le créole a été formé par les esclaves africains, en se servant des grammaires de langues de l’Afrique occidentale, et en remplaçant le lexique africain par le lexique portugais. C’est le point de vue de certains auteurs comme Adam, Quint. La théorie neurogénétique défend que le créole s’est formé de manière spontanée, non pas par les esclaves venus du continent africain, mais par la population née dans les îles, utilisant des structures grammaticales qui seraient innées et que tout être humain semblerait posséder en lui. C’est le point de vue de certains auteurs comme Chomsky, Bickerton, qui expliquerait pourquoi les créoles localisés à des kilomètres de distance présentent des structures grammaticales similaires, même si ces créoles sont de base lexicale différente. Le mieux que l'on puisse dire, à ce jour, est qu’aucune de ces théories n'a été exclusivement prouvée.
Selon A. Carreira, le créole capverdien se serait formé à partir d’un pidgin de base portugaise, sur l’île de Santiago au XVe siècle. Ce pidgin aurait ensuite voyagé jusque sur la côte de l’Afrique occidentale à travers des lançados. C'est alors que ce pidgin aurait divergé en deux proto-créoles : l’un qui serait la base de tous les créoles du Cap-Vert, un autre qui serait la base du créole de Guinée-Bissau.
En regroupant les documents sur la colonisation des îles et des comparaisons linguistiques, il est possible d'arriver à quelques conclusions. La propagation du créole capverdien dans les diverses îles a été faite en trois temps :
- Dans un premier temps, les îles colonisées furent Santiago (deuxième moitié du XVe siècle) puis Fogo (fin du XVIe siècle).
- Dans un deuxième temps, les îles colonisées furent São Nicolau (surtout dans la deuxième moitié du XVIIe siècle) puis Santo Antão (surtout dans la deuxième moitié du XVIIe siècle)
- Dans un troisième temps, les autres îles furent alors colonisées par des habitants venus des premières îles citées plus haut : Brava a été colonisée par des habitants de Fogo (surtout au début du XVIIIe siècle), Boavista par des habitants de São Nicolau et Santiago (surtout dans la première moitié du XVIIIe siècle), Maio par des habitants de Santiago et Boavista (surtout dans la deuxième moitié du XVIIIe siècle), São Vicente par des habitants de Santo Antão et São Nicolau (surtout au XIXe siècle), Sal par des habitants de São Nicolau et Boavista (surtout au XIXe siècle).

## Situation actuelle
Bien que le créole soit la langue maternelle de presque la totalité de la population du Cap-Vert, le portugais est encore la langue officielle. Comme le portugais est utilisé dans la vie quotidienne (à l’école, à l’administration, dans les actes officiels, dans les rapports avec d’autres pays, etc.), le portugais et le créole capverdien cohabitent et les pays connaît une situation de diglossie. En raison de cette présence du portugais, un processus de décréolisation est en cours dans toutes les variantes, ainsi que le montre le texte suivant :
- Variante de Santiago :

« Quêl mudjêr cú quêm m’ encôntra ónti stába priocupáda púrqui êl sqêci dí sês minínus nâ scóla, í cándu êl bâi procurâ-’s êl câ olhâ-’s. Alguêm lembrâ-’l quí sês minínus sâ tâ pricisába dí material pâ úm pesquisa, entõ êl bâi encontrâ-’s nâ biblioteca tâ procúra úqui ês cría. Pâ gradêci â túdu quêm djudâ-’l, êl cumêça tâ fála, tâ flâ cômu êl stába contênti di fúndu di curaçãu. »

- Variante de São Vicente :

« Quêl m’djêr c’ quêm m’ encontrá ônt’ táva priocupáda púrq’ êl sq’cê d’ sês m’nín’s nâ scóla, í cónd’ êl bái procurá-’s êl câ olhá-’s. Alguêm lembrá-’l qu’ sês m’nín’s táva tâ pr’cisá d’ material pâ úm pesquisa, entõ êl bâi encontrá-’s nâ biblioteca tâ procurá úq’ ês cría. Pâ gradecê â túd’ quêm j’dá-’l, êl c’meçá tâ fála, tâ dzê côm’ êl táva contênt’ d’ fúnd’ d’ curaçãu. »

- Traduction portugaise :

« Aquela mulher com quem eu encontrei-me ontem estava preocupada porque ela esqueceu-se das suas crianças na escola, e quando ela foi procurá-las ela não as viu. Alguém lembrou-lhe que as suas crianças estavam a precisar de material para uma pesquisa, então ela foi encontrá-las na biblioteca a procurar o que elas queriam. Para agradecer a todos os que ajudaram-na, ela começou a falar, dizendo como ela estava contente do fundo do coração. »

- Traduction française :

« Cette femme avec qui je me suis retrouvé hier était préoccupée car elle a oublié ses enfants à l’école, et quand elle est allée les chercher elle ne les a pas vus. Quelqu’un lui a rappelé que ses enfants avaient besoin de matériel pour une recherche, alors elle est allée les trouver dans la bibliothèque cherchant ce qu’ils voulaient. Pour remercier tous ceux qui l’ont aidé, elle a commencé à parler, disant comment elle était contente du fond de son cœur. »

Dans ce texte, on peut noter plusieurs situations de décréolisation / intromission du portugais :
- cú quêm / c’ quêm — ordre des mots du portugais com quem;
- encôntra / encontrá — lexique portugais, en créole átcha / otchá serait plus commun ;
- priocupáda — lexique portugais, en créole fadigáda serait plus commun;
- púrqui / púrq’ — lexique portugais, en créole pamódi / pamód’ serait plus commun ;
- sês minínus / sês m’nín’s — influence du portugais (marque du pluriel sur les deux mots) ;
- procurâ-’s / procurá-’s — lexique portugais, en créole spiâ-’s / spiá-’s serait plus commun;
- olhâ-’s / olhá-’s — phonétique du portugais (intromission du phonème /ʎ/);
- quí / qu’ — lexique portugais, la conjonction intégrante en créole, c’est ’mâ;
- sâ tâ pricisába / táva ta pr’cisá — lexique portugais, en créole sâ tâ mestêba / táva tâ mestê serait plus commun ;
- material, pesquisa, biblioteca — mots peu communs dans un basilecte ; s’il s’agit de mots en portugais employés en parlant créole, ils doivent être prononcés en portugais et écrits en italique ou entre guillemets ;
- úqui / úq’ — intromission du portugais o que ;
- gradêci â / gradecê â — préposition incorrecte, la préposition portugaise « a » n’existe pas en créole ;
- fála — c’est seulement à São Vicente et Santo Antão qu’on utilise la forme falá (du portugais contemporain falar), dans les autres îles c’est papiâ (de l’ancien portugais papear);
- cômu / côm’ — intromission du portugais como;
- curaçãu — phonétique du portugais (réduction du phonème /o/ par /u/ et prononciation portugaise /ɐ̃w/ au lieu du créole /õ/);

Le même texte « corrigé » :
- Variante de Santiago :

« Quêl mudjêr quí m’ encôntra cú êl ónti stába fadigáda pamódi êl sqêci sês minínu nâ scóla, í cándu quí êl bâi spiâ-’s êl câ odjâ-’s. Alguêm lembrâ-’l ’ma sês minínu sâ tâ mestêba «material» pâ úm «pesquisa», entõ êl bâi atchâ-’s nâ «biblioteca» tâ spía cusê quí ês cría. Pâ gradêci pâ túdu quêm quí djudâ-’l, êl cumêça tâ pâpia, tâ flâ módi quí êl stába contênti di fúndu di coraçõ. »

- Variante de São Vicente :

« Quêl m’djêr qu’ m’ encontrá má’ êl ônt’ táva fadigáda pamód’ êl sq’cê sês m’nín’ nâ scóla, í cónd’ êl bái spiá-’s êl câ oiá-’s. Alguêm lembrá-’l ’mâ sês m’nín’ táva tâ mestê «material» pâ úm «pesquisa», entõ êl bâi otchá-’s nâ «biblioteca» tâ spiá c’sê qu’ ês cría. Pâ gradecê pâ túd’ quêm qu’ j’dá-’l, êl c’meçá tâ fála, tâ dzê qu’ manêra qu’ êl táva contênt’ d’ fúnd’ d’ coraçõ. »

Comme conséquence, il existe un continuum entre des variétés basilectales et acrolectales
Bien que le créole n’ait pas le statut de langue officielle, il existe une démarche gouvernementale qui défend les conditions nécessaires pour l’officialisation du créole. Cette officialisation n’est pas parvenue à son terme jusqu’à présent, surtout parce que le créole n’est pas encore standardisé, pour plusieurs raisons :
- Il y a une grande division dialectale. Les locuteurs se refusent à parler une variante qui ne soit pas la leur.
- Absence de normes pour établir quelle est la forme correcte (et aussi l’écriture correcte) à adopter pour chaque mot. Par exemple, pour le seul mot portugais algibeira (« poche »), A. Fernandes[6] recense les formes créoles correspondantes algibêra, agibêra, albigêra, aljubêra, alj’bêra, gilbêra, julbêra, lijbêra.
- Absence de normes pour établir quelles sont les limites lexicales à adopter. C’est fréquent parmi les locuteurs de créole, à l’écrit, de lier des classes grammaticales déférentes[7]. Par ex. : pâm… au lieu de pâ m’… « pour que je... ».
- Absence de normes pour établir quelles sont les structures grammaticales à adopter. Il ne s’agit pas seulement de différences dialectales, même au sein d’une même variante on peut trouver des fluctuations. Par exemple, dans la variante de Santiago, quand il y a deux phrases dont l’une est subordonnée à l’autre, il existe un accord des temps des verbes (bú cría pâ m’ dába « tu voulais que je donne » — cría et dába sont dans le passé), mais certains locuteurs ne pratiquent pas cet accord (bú cría pâ m’ dâ — passé, puis présent — ou bú crê pâ m’ dába — présent, puis passé).
- Le système d’écriture adopté (ALUPEC) n’a pas été bien accepté par tous les locuteurs du créole.
- Les niveaux de langage (formel, informel, scientifique, familier, argot, etc.) ne sont pas encore clairement différenciés.

C’est pour cela que chaque personne en parlant (ou en écrivant) utilise son propre dialecte, son propre sociolecte et son propre idiolecte.
Pour dépasser ce problème, certains experts défendent un processus de standardisation des créoles de Sotavento autour de la variante de Santiago, et un autre processus de standardisation autour de la variante de São Vicente, de façon à transformer le créole capverdien en une langue pluricentrique.

## Système d’écriture
Le seul système d’écriture officiellement reconnu par les autorités au Cap-Vert s’appelle ALUPEC (Alfabeto Unificado para a Escrita do Caboverdiano). Cependant, ce système n’a pas reçu une bonne acceptance parmi tous les Cap-verdiens.
Bien que ce soit le seul système officiellement reconnu, la même loi permet l’usage d’autres modèles d’écriture « dès qu’ils sont présentés d’une façon systématisée et scientifique ». Comme la plupart des utilisateurs ne sont familiarisés ni avec l’ALUPEC, ni avec l’API, dans cet article on fera l’usage d’un système légèrement différent pour faciliter la lecture :
- Le son [s] sera représenté d’une façon étymologique (« s » quand en portugais c’est « s », « ss » quand en portugais c’est « ss », « c » quand en portugais c’est « c », « ç » quand en portugais c’est « ç ») au lieu de l’ALUPEC toujours « s ».
- Le son [z] sera représenté d’une façon étymologique (« s » quand en portugais c’est « s », « z » quand en portugais c’est « z ») au lieu de l’ALUPEC toujours « z ».
- Le son [tʃ] sera représenté par « tch » au lieu de l’ALUPEC « tx ».
- Le son [ʃ] sera représenté d’une façon étymologique (« x » quand en portugais c’est « x », « ch » quand en portugais c’est « ch ») au lieu de l’ALUPEC toujours « x ».
- Le son [ʒ] sera représenté d’une façon étymologique (« j » quand en portugais c’est « j », « g » quand en portugais c’est « g ») au lieu de l’ALUPEC toujours « j ».
- Le son [k] sera représenté d’une façon étymologique (« c » quand en portugais c’est « c », « qu » quand en portugais c’est « qu ») au lieu de l’ALUPEC toujours « k ».
- Le son [ɡ] sera représenté d’une façon étymologique (« g » quand en portugais c’est « g », « gu » quand en portugais c’est « gu ») au lieu de l’ALUPEC toujours « g ».
- La nasalité des voyelles sera représentée par un « m » après la voyelle, quand cette voyelle est à la fin d’un mot ou avant les lettres « p » et « b ». Dans les autres cas, la nasalité sera représentée par la lettre « n ».
- Les mots auront toujours un accent graphique indiquant la syllabe accentuée. Nous sommes conscients que ça sera un excès d’accents, mais c’est la seule façon de représenter efficacement l’accent et le degré d’ouverture de la voyelle, simultanément.
- Pour montrer une voyelle disparue dans certaines variantes une apostrophe ’ sera utilisée.

## Vocabulaire
Le vocabulaire du créole capverdien vient surtout du portugais. Même si plusieurs sources ne sont pas d’accord, les valeurs oscillent entre 90 et 95 % de mots d’origine portugaise. Le reste vient de plusieurs langues de l’Afrique Occidentale (mandingue, wolof, peul, temne, balante, manjaque, etc.), et le vocabulaire de provenance d’autres langues (anglais, français, latin, etc.) est négligeable.
La page Etimologias de ce dictionnaire capverdien — portugais fournit une idée des différentes origines du vocabulaire du créole.

## Phonologie
Le système phonologique du créole capverdien dérive surtout du portugais du XVe au XVIIe siècle. Parmi quelques caractéristiques conservatrices, le créole a gardé les consonnes affriquées /dʒ/ et /tʃ/ (écrites « j » (au début d’un mot) et « ch », en ancien portugais) qui ne sont plus en usage aujourd’hui en portugais, et les voyelles pré-toniques ne se sont pas réduites comme en portugais européen. Parmi quelques caractéristiques innovatrices, le phonème /ʎ/ (écrit « lh » en portugais) a évolué vers /dʒ/ et les voyelles ont subi plusieurs phénomènes phonétiques.

### Voyelles
Dans le créole capverdien on peut trouver huit voyelles orales et leurs correspondantes voyelles nasales, faisant ainsi un total de seize voyelles :
|                      | Antérieure non arrondie | Centrale non arrondie | Postérieure arrondie |
| -------------------- | ----------------------- | --------------------- | -------------------- |
| Hautes               | i ĩ                     |                       | u ũ                  |
| Moyennes supérieures | e ẽ                     |                       | o õ                  |
| Moyennes inférieures | ɛ ɛ̃                     | ɐ ɐ̃                   | ɔ ɔ̃                  |
| Basses               |                         | a ã                   |                      |

### Consonnes et semi-voyelles
Dans le créole capverdien on peut trouver les consonnes et les semi-voyelles suivantes :
| Point d’articulation → | Labiale   | Labiale   | Labiale      | Labiale      | Labiale       | Labiale       | Coronale | Coronale | Coronale   | Coronale   | Dorsale         | Dorsale         | Dorsale  | Dorsale  | Dorsale | Dorsale | Dorsale  | Dorsale  |
| Mode d’articulation ↓  | Bilabiale | Bilabiale | Labiodentale | Labiodentale | Labio-vélaire | Labio-vélaire | Dentale  | Dentale  | Alvéolaire | Alvéolaire | Post-alvéolaire | Post-alvéolaire | Palatale | Palatale | Vélaire | Vélaire | Uvulaire | Uvulaire |
| ---------------------- | --------- | --------- | ------------ | ------------ | ------------- | ------------- | -------- | -------- | ---------- | ---------- | --------------- | --------------- | -------- | -------- | ------- | ------- | -------- | -------- |
| Nasale                 | m         | m         |              |              |               |               | n        | n        |            |            |                 |                 | ɲ        | ɲ        | ŋ       | ŋ       |          |          |
| Occlusive              | p         | b         |              |              |               |               | t        | d        |            |            |                 |                 |          |          | k       | ɡ       |          |          |
| Affriquée              |           |           |              |              |               |               |          |          |            |            | tʃ              | dʒ              |          |          |         |         |          |          |
| Fricative              |           |           | f            | v            |               |               | s        | z        |            |            | ʃ               | ʒ               |          |          |         |         |          | ʁ        |
| Spirante               |           |           |              |              | w             | w             |          |          |            |            |                 |                 | j        | j        |         |         |          |          |
| Battue                 |           |           |              |              |               |               |          |          | ɾ          | ɾ          |                 |                 |          |          |         |         |          |          |
| Roulée                 |           |           |              |              |               |               |          |          | r          | r          |                 |                 |          |          |         |         | ʀ        | ʀ        |
| Spirante latérale      |           |           |              |              |               |               | l        | l        |            |            |                 |                 | ʎ        | ʎ        |         |         |          |          |

- Note: Les sons [r], [ʁ] et [ʀ] sont des variantes du même phonème /ʀ/.

#### Note à propos de la première personne du singulier
Le pronom personnel qui représente la forme sujet de la première personne du singulier a une prononciation assez variable selon les îles.
Ce pronom dérive de la forme de complément de la première personne du singulier en portugais mim, et se trouve phonétiquement réduit au son [m].
Cette prononciation se trouve à présent dans les variantes de Barlavento. Dans les variantes de Sotavento cette consonne [m] a été réduite à une simple nasalité [ƞ]. Par ex. : m’ andâ [ƞ ɐ̃ˈdɐ] « j’ai marché », m’ stâ tâ sintí [ƞ stɐ tɐ sĩˈti] « je suis en train de sentir », m’ labába [ƞ lɐˈbabɐ] « j’avais lavé ». Avant les consonnes occlusives ou affriquées cette nasalité se transforme dans la consonne nasale homorganique de la consonne suivante. Par ex. : m’ bêm [m bẽ] « je suis venu », m’ têm [n tẽ] « j’ai », m’ tchigâ [ɲ tʃiˈɡɐ] « je suis arrivé », m’ crê [ŋ kɾe] « je veux ».
Les parlants fortement influencés par le portugais ont tendance à prononcer ce pronom comme une voyelle nasale úm [ũ] au lieu de m’ [m].
Avant quelques formes du verbe sêr ce pronom reprend sa forme complète mí dans n’importe quelle variante: mí ê [mi e] « je suis », mí éra [mi ˈɛɾɐ] « j’étais ».
Dans cet article-ci, ce pronom est conventionnelment écrit m’, dans n’importe laquelle variante.

### Accent
Tandis qu’en français l’accent est en général dans la dernière syllabe, dans le créole capverdien il peut tomber sur la dernière syllabe (mudjêr /muˈdʒeɾ/ « femme », atúm /ɐˈtũ/ « thon »), sur l’avant-dernière (cása /ˈkazɐ/ « maison », sodádi /soˈdadi/ « nostalgie ») ou sur l'antépénultième (sábadu /ˈsabɐdu/ « samedi », stória /ˈstɔɾiɐ/ « histoire »). La place de l’accent est importante car elle peut complètement changer le rythme de la phrase. Bien que ces cas soient rares, il y a des mots qui ne se différencient que par la place de l’accent. Par ex. : búli /ˈbuli/ « récipient pour liquides », bulí /buˈli/ « secouer ».

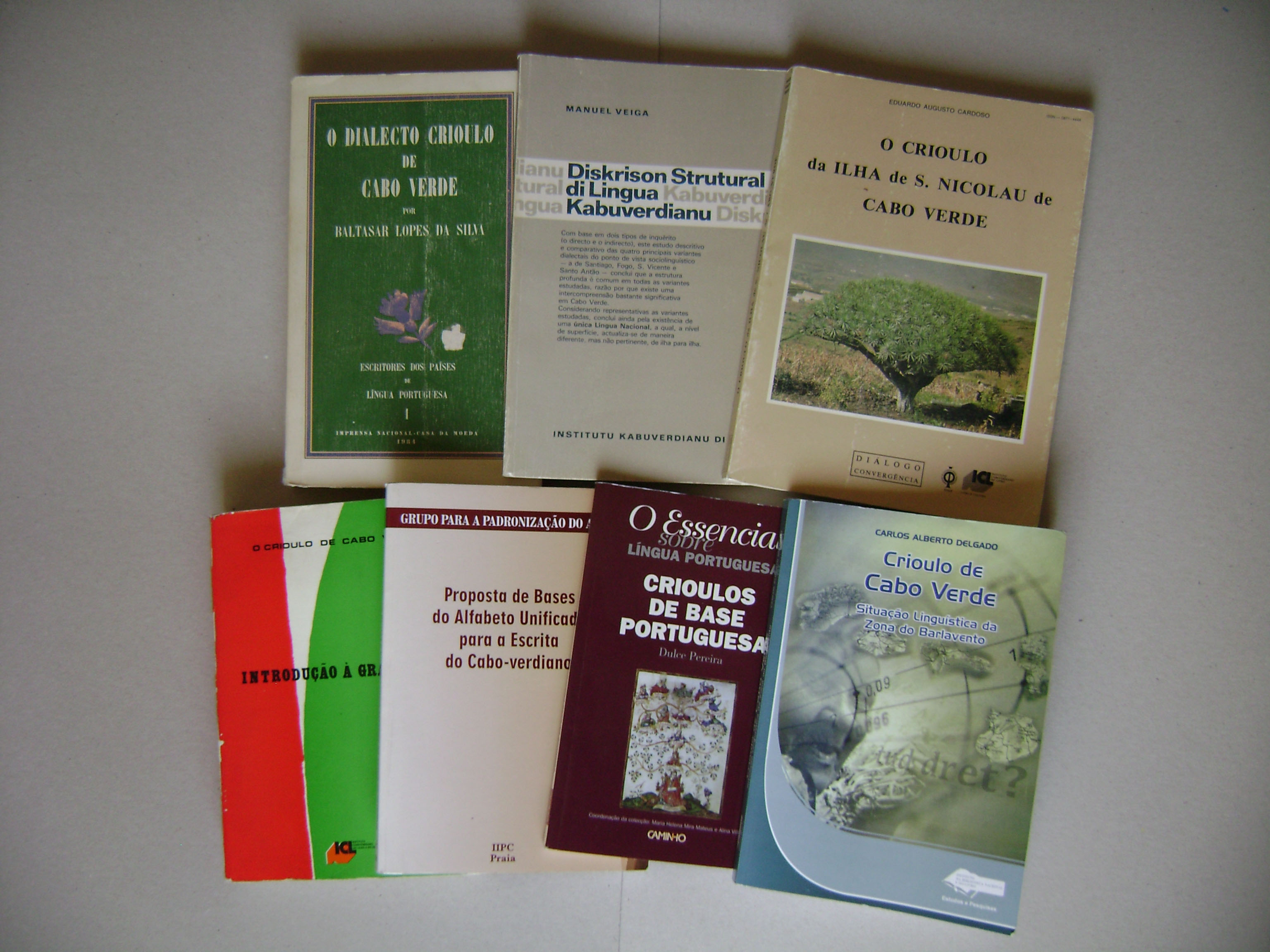
Quelques livres de linguistique à propos du créole.

## Grammaire
Même si plus de 90 % des mots du créole capverdien viennent du portugais, la grammaire est très différente, ce qui rend extrêmement difficile pour un locuteur natif du portugais de suivre et comprendre une conversation, si celui-ci n’est pas entraîné. Par contre, la grammaire montre beaucoup de similarités avec d’autres créoles, même si ceux-ci ne sont pas à base portugaise.

### Structure de la phrase
La structure basique de la phrase en créole est : Sujet — Verbe — Objet. Ex. :
- Êl tâ cumê pêxi. « Il mange du poisson. »

Quand il y a deux objets, l’objet indirect vient avant l’objet direct , et la phrase prend donc la structure : Sujet — Verbe — Objet Indirect — Objet Direct. Ex. :
- Êl tâ dâ pêxi cumída. « Il donne du manger au poisson. »

Une caractéristique qui raproche le créole capverdien des autres créoles est la double négation (ex. : Náda m’ câ atchâ. litér. « Rien je n’ai pas trouvé. ») et même la triple négation (ex. : Núnca ninguêm câ tâ bába lâ. litér. « Jamais personne n’allait pas là. »).

### Noms
Seuls les substantifs renvoyant à des signifiants animés (êtres humains et animaux) présentent une flexion de genre. Ex. :
- dônu / dóna « maître / maîtresse » (les deux signifiant « propriétaire »)
- pôrcu / pórca « porc / truie »

Dans certains cas la distinction de sexe est faite en ajoutant les adjectifs mátchu « mâle » et fémia « femelle » aux noms. Ex. :
- fídju-mátchu / fídju-fémia « fils / fille »
- catchôrr’-mátchu / catchôrr’-fémia « chien / chienne »

Les substantifs présentent une flexion de nombre seulement quand ils sont déterminés ou connus dans le contexte. Ex. :
- Minínus dí Bía ê bêm comportádu. « Les enfants de Bia sont bien élevés. »

Quand le substantif se rapporte à quelque chose de général, ce substantif ne présente pas de flexion de nombre. Ex. :
- Minínu devê ruspetâ alguêm grándi. « Les enfants doivent respecter les adultes. »

S'il y a plusieurs catégories grammaticales dans une même phrase, seule la première porte la marque du pluriel. Ex. :
- minínus « garçons »
- nhâs minína « mes filles »
- minínus bunítu « garçons jolis »
- nhâs dôs minína buníta í simpática « mes deux filles jolies et gentilles »

### Pronoms personnels
Selon la fonction, les pronoms peuvent être des pronoms sujet ou des pronoms objet. En plus, dans chacune de ces fonctions, selon la position dans la phrase les pronoms peuvent être atones ou toniques.
Les pronoms sujet, comme leur nom indiquent, jouent le rôle de sujet. Ex. :
- Nú crê. « Nous voulons. »

Par une étrange coïncidence, l’usage des pronoms sujet atones et des pronoms sujet toniques en créole est très proche de l’usage en français : Ex. :
- Mí, m’ stâ lí, í bô, bú stâ lâ. « Moi, je suis ici, et toi, tu es là. »

Les pronoms objet, jouent le rôle de complément d’objet (direct ou indirect). Ex. :
- M’ odjá-’l. « Je l’ai vu. »
- M’ tâ bejá-bu. « Je t’embrasse. »

Les pronoms objet toniques sont usés avec les formes du passé de verbes, quand ils sont le deuxième pronom dans une série de deux pronoms, et après les prépositions. Ex. :
- Ês’ tâ odjába-êl. « Ils le voyaient. »
- Bú dâ-m’-êl. «Tu me l’as donné. »
- M’ stâ fártu dí bô! « J’en ai marre de toi ! »

Quand il existe deux pronoms objets, le pronom indirect vient d’abord tandis que le pronom direct vient après, et la phrase gagne donc une structure : Sujet — Verbe — Pronom Indirect — Pronom Direct.
Il n’y a pas de pronoms réflexes. Pour montrer l’idée de réflexivité le créole utilise l’expression cabéça après le déterminant possessif. Ex. :
- Ês mordê sês cabéça. « Ils se sont mordus. » (à eux-mêmes)

Il n’y a pas de pronoms réciproques. Pour montrer l’idée de réciprocité le créole utilise expression cumpanhêru. Ex. :
- Ês mordê cumpanhêru. « Ils se sont mordus. » (l’un à l’autre)

### Verbes
Les verbes ne présentent pas de flexion. Ils ont la même forme pour toutes les personnes, et les notions de temps, mode et aspect sont exprimées à travers la présence (ou absence) de morphèmes (appelés « actualisateurs verbaux » par Veiga), comme la majorité des créoles.
Les verbes se trouvent, en général, réduits à deux formes de base, une pour le présent, une autre pour le passé. La forme pour le présent est la même que pour l’infinitif (exception : sêr « être »), qui à son tour vient, pour la plupart des verbes, de l’infinitif en portugais mais sans le r  à la fin. Ex. : cantâ /kɐ̃ˈtɐ/ (du portugais cantar), mexê /meˈʃe/ (du portugais mexer), partí /pɐɾˈti/ (du portugais partir), compô /kõˈpo/ (du portugais compor), *lumbú /lũˈbu/ (du portugais lombo). La forme pour le passé est formée à partir de la forme pour l’infini, à laquelle se lie la particule pour le passé ~ba. Ex. : cantába /kɐ̃ˈtabɐ/, mexêba /meˈʃebɐ/, partíba /pɐɾˈtibɐ/, compôba /kõˈpobɐ/, *lumbúba /lũˈbubɐ/ (dans les variantes de Barlavento, la particule pour le passé~va (ou ~ba) est liée au actualisateur de l’imparfait, et pas au verbe). Il est de noter le fait que les créoles de Haute-Guinée (le créole du Cap-Vert et le créole de Guinée-Bissau) colloquent la marque du passé après les verbes, et pas avant comme la plupart des créoles.
Il est important de mentionner que dans la variante de Santiago l’accent recule pour l’avant-dernière syllabe, dans les formes du présent des verbes. Ainsi, on a : cánta /ˈkãtɐ/ au lieu de cantâ /kɐ̃ˈtɐ/, mêxe /ˈmeʃe/ ou mêxi /ˈmeʃi/ au lieu de mexê /meˈʃe/, pârti /ˈpɐɾti/ au lieu de partí /pɐɾˈti/, cômpo /ˈkõpo/ ou cômpu /ˈkõpu/ au lieu de compô /kõˈpo/, búmbu /ˈbũbu/ au lieu de bumbú /bũˈbu/. Dans les formes pronominales, pourtant, l’accent se maintient dans la dernière syllabe : cantâ-m’ /kɐ̃ˈtɐ̃/, mexê-bu /meˈʃebu/, partí-’l /pɐɾˈtil/, compô-nu /kõˈponu/, bumbú-’s /bũˈbuz/.

#### Verbes réguliers
Comme cela a été dit auparavant, les verbes se trouvent réduits à une forme pour le présent et une forme pour le passé, et les notions de mode et d’aspect sont exprimées à travers des actualisateurs verbaux.
Le tableau suivant montre un paradigme du mode annonciatif (indicatif) du verbe dâ « donner » avec la première personne du singulier :
|                    | Temps présent | Temps passé    |
| ------------------ | ------------- | -------------- |
| Aspect perfectif   | M’ dâ         | M’ dába        |
| Aspect imperfectif | M’ tâ dâ      | M’ tâ dába     |
| Aspect progressif  | M’ stâ tâ dâ  | M’ stába tâ da |

L’aspect perfectif du présent est utilisé quand le récit se rapporte à des situations présentes, mais qui sont finies, qui sont complètes. Ex. :
- M’ dâ. [m dɐ] « J’ai donné. »
- Cela correspond à peu près au passé composé en français.

L’aspect imperfectif du présent est utilisé quand le récit se rapporte à des situations présentes, mais qui ne sont pas finies, qui sont incomplètes. Ex. :
- M’ tâ dâ. [m tɐ dɐ] « Je donne. »
- Cela correspond à peu près au présent en français.

L’aspect progressif du présent est utilisé quand le récit se rapporte à des situations présentes, qui se passent d’une façon continuée, sans cesser. Ex. :
- M’ stâ tâ dâ. [m stɐ tɐ dɐ] « Je suis en train de donner. »
- Cela correspond à peu près à l’expression « être en train de » en français.
  - Ce modèle-ci n’existe plus. Il a évolué pour M’ stâ dâ. [ƞ stɐ dɐ] à Brava, Fogo et Maio, pour M’ sâ tâ dâ. [ƞ sɐ tɐ dɐ] à Santiago, pour M’ tâ tâ dâ. [m tɐ tɐ dɐ] à Boa Vista, Sal et São Nicolau et pour M’ ti tâ dá. [m ti tɐ da] à São Vicente et Santo Antão.

Il n’existe aucune forme spécifique pour le futur. Le futur du présent peut être exprimé de trois façons :
1. En usant de l’imperfectif du présent mais avec le sens de futur. Ex. : M’ tâ dâ manhã. [m tɐ dɐ mɐˈɲɐ̃] litér. « Je donne demain. »
2. En usant du verbe auxiliaire « aller ». Ex. : M’ tâ bái dâ. [m tɐ baj dɐ] litér. « Je vais donner. »
3. En usant d'une périphrase qui montre une éventualité. Ex. : M’ ál dâ.  [m al dɐ]
  - Cela correspond à peu près au futur en français.

L’aspect perfectif du passé est utilisé quand le récit se rapporte à des situations passées, mais qui étaient finies, qui étaient complètes. Ex. :
- M’ dába. [m ˈdabɐ] « J’avais donné. »
- Cela correspond à peu près au plus que parfait en français.
  - Cette forme n’existe pas dans les variantes de Barlavento.

L’aspect imperfectif du passé est utilisé quand le récit se rapporte à des situations passées, mais qui n’étaient pas finies, qui étaient incomplètes. Ex. :
- M’ tâ dába. [m tɐ ˈdabɐ] « Je donnais. »
- Cela correspond à peu près à l’imparfait en français.
  - Dans les variantes de Barlavento la particule pour le passé se lie à l’actualisateur de l’imperfectif et pas au verbe : M’ táva dâ. [m ˈtavɐ dɐ]. À São Nicolau, il existe aussi l’ancienne forme M’ tá dába. [m ta ˈdabɐ] côtê-à-côté avec la forme M’ táva dâ..

L’aspect progressif du passé est utilisé quand le récit se rapporte à des situations passées, qui se passaient d’une façon continuée, sans cesser. Ex. :
- M’ stába tâ dâ. [m ˈstabɐ tɐ dɐ] « J’étais en train de donner. »
- Cela correspond à peu près à l’expression « être en train de » en français.
  - Ce modèle-ce survit seulement à Brava et Fogo. Il a évolué pour  M’ sâ tâ dába. [ƞ sɐ tɐ ˈdabɐ] à Santiago et Maio et pour M’ táva tâ dâ. [m ˈtavɐ tɐ dɐ] à Boa Vista, Sal, São Nicolau, São Vicente et Santo Antão.

Il n’existe aucune forme spécifique pour le futur. Le futur du passé peut être exprimé de trois façons :
1. En usant de l’imperfectif du passé mais avec le sens de futur. Ex. : M’ tâ dába manhã. [m tɐ ˈdabɐ mɐˈɲɐ̃] litér. « Je donnais demain. »
2. En usant du verbe auxiliaire « aller ». Ex. : M’ tâ bába dâ. [m tɐ ˈbabɐ dɐ] litér. « J’allais donner. »
3. En usant d'une périphrase qui montre une éventualité. Ex. : M’ ál dába.  [m al ˈdabɐ]
  - Cela correspond à peu près au conditionnel en français.

Les autres modes — subjonctif, conditionnel (pas le même que « conditionnel» en français), éventuel — n’ont pas les différents aspects, seulement le temps présent et le temps passé, excepté le mode injonctif (impératif) qui n’a rien que le temps présent.

#### Verbes irréguliers
Il y a un groupe de verbes qui ne suivent pas le paradigme présenté auparavant. Ce sont les verbes auxiliaires sêr /seɾ/ « être », stâ /stɐ/ « être », têm /tẽ/ « avoir » et tenê /teˈne/ « avoir », et les verbes modaux crê /kɾe/ « vouloir », sabê /sɐˈbe/ « savoir », podê /poˈde/ « pouvoir », devê /deˈve/ « devoir » et mestê /mesˈte/ « avoir besoin ».
- La désignation de « verbes auxiliaires » n’est pas consensuelle.

Il existe deux registres pour ces verbes.
Dans un premier registre (dans les parlants les plus anciens, les parlants des zones rurales ou les parlants moins exposés au portugais) il y a seulement deux formes pour ces verbes : une pour le présent (ê /e/, stâ /stɐ/, têm /tẽ/, tenê /teˈne/, crê /kɾe/, sabê /sɐˈbe/, podê /poˈde/, devê /deˈve/, mestê /mesˈte/) et une pour le passé (éra /ˈɛɾɐ/, stába /stabɐ/, têmba /tẽbɐ/, tenêba /teˈnebɐ/, crêba /kɾebɐ/, sabêba /sɐˈbebɐ/, podêba /poˈdebɐ/, devêba /deˈvebɐ/, mestêba /mesˈtebɐ/). Mais contrairement aux verbes réguliers, quand la forme de base est utilisée seule, elle représente l’aspect imperfectif et pas l’aspect perfectif. Ainsi, mí ê, m’ têm, m’ crê, m’ podê signifient « je suis », « j’ai », « je veux », « je peux » et pas « j’ai été », « j’ai eu », « j’ai voulu », « j’ai pu », comme ça serai de prévoir. Parallèlement, mí éra, m’ têmba, m’ crêba, m’ podêba signifient « j’étais », « j’avais », « je voulais », « je pouvais » et pas « j’avais été», « j’avais eu», « j’avais voulu», « j’avais pu », comme ça serai de prévoir.
Dans un second registre (dans les parlants les plus jeunes, les parlants des zones urbaines ou les parlants plus exposes au portugais) le système a été enrichi avec d’autres formes influencées par le portugais. Ainsi, on a :
- ê /e/, stâ /stɐ/, têm /tẽ/, crê /kɾe/, sabê /sɐˈbe/, podê /poˈde/, devê /deˈve/, mestê /mesˈte/ pour l’imperfectif du présent;
- fôi /foj/, stêvi /ˈstevi/, têvi /ˈtevi/, crís /kɾis/, sôbi /ˈsobi/, púdi /ˈpudi/ pour le perfectif du présent;
- éra /ˈɛɾɐ/, stába /ˈstabɐ/, tínha /ˈtiɲɐ/, cría /ˈkɾiɐ/, sabía /sɐˈbiɐ/, pudía /puˈdiɐ/, divía /diˈviɐ/, mistía /misˈtiɐ/ pour l’imperfectif du passé;
- sêrba /ˈseɾbɐ/, stába /ˈstabɐ/, têmba /ˈtẽbɐ/, crêba /ˈkɾebɐ/, sabêba /sɐˈbebɐ/, podêba /poˈdebɐ/, devêba /deˈvebɐ/, mestêba /mesˈtebɐ/ pour le perfectif du passé;

Quelques auteurs appellent ces verbes de « verbes statifs » et en incluent d’autres : gostâ, conxê, merecê, morâ, tchomâ, valê. Cependant cette désignation est contestée : pas tous ces verbes sont en fait statifs ; pas tous ces verbes sont irréguliers (par ex. morâ); Quelques-uns de ces verbes sont réguliers dans quelques variantes (m’ tâ gostâ — imperfectif du présent avec tâ), et irréguliers dans d’autres variantes (m’ gostâ — imperfectif du présent mais sans tâ).
Il existe un parallélisme entre la paire de verbes sêr / stâ « être » et la paire des verbes têm / tenê « avoir ».
- Le verbe sêr est un verbe copulatif qui exprime une qualité permanente. Ex. :
  - Mí ê úm ómi. /mi e ũ ˈɔmi/ « Je suis (j’ai toujours été et je le serais toujours) un homme. »
- Le verbe stâ est un verbe copulatif qui exprime un état temporaire. Ex. :
  - Êl stâ trísti. /el stɐ ˈtɾisti/ « Il est (dans cet exact instant) triste. »
- Le verbe têm est un verbe possessif qui exprime une qualité permanente. Ex. :
  - M’ têm péli scúru. /m tẽ ˈpɛli ˈskuɾu/ « J’ai (j’ai toujours eu et j’aurais toujours) la peau foncée. »
- Le verbe tenê est un verbe possessif qui exprime une possession temporaire. Ex. :
  - M’ tenê úm canéta nâ bôlsu. /m teˈne ũ kɐˈnɛtɐ nɐ ˈbolsu/ « J’ai (dans cet exact instant) un stylo dans la poche. »

|                   | permanent | temporaire |
| verbes copulatifs | sêr       | stâ        |
| verbes possessifs | têm       | tenê       |

Les verbes stâ et tenê n’ont pas d’aspect progressif : des formes comme *m’ stâ tâ stâ ou *m’ stâ tâ tenê n’existent pas. Le verbe tenê n’existe pas dans les variantes de Barlavento. À São Vicente et Santo Antão le verbe stâ a la forme stód’ pour l’infinitif, tâ pour l’imperfectif du présent, tív’ pour le perfectif du présent, et táva pour l’imperfectif du passé.

#### Passive
Le créole capverdien a deux voix. La voix active est utilisée quand le sujet est explicite. La voix passive est utilisée quand le sujet est indéterminé ou inconnu. Il existe aussi deux formes pour la passive. La forme pour le présent est construite à partir de l’infinitif auquel se lie la particule ~du. La forme pour le passé est construite à partir de l’infinitif auquel se lie la particule ~da. Ex. :
- Tâ papiádu francês nâ Fránça. /tɐ pɐpiˈɐdu fɾɐ̃ˈsez nɐ ˈfɾãsɐ/ « On parle français en France. »
- M’ inxinádu tâ andâ. /m ĩʃiˈnadu tɐ ɐˈdɐ/ « On m’a appris à marcher. »
- Úm vêz, tâ cumêda tchêu mídju. /ũ vez tɐ kuˈmedɐ tʃew ˈmidʒu/ « Jadis, on mangeait beaucoup de maïs. »
  - Dans les variantes de Barlavento la forme pour le passé n’existe pas.

#### Négative
Pour conjuguer les verbes à la forme négative on utilise l’adverbe de négation câ /kɐ/ après le sujet et avant n’importe quel actualisateur verbal. Ex. :
- Nú câ tâ bebê. /nu kɐ tɐ beˈbe/ « Nous ne buvons pas. »
- Êl câ tâ odjába. /el kɐ tɐ oˈdʒabɐ/ « Il ne voyait pas. »
- Bú câ bái. /bu kɐ baj/ « Tu n’es pas allé. »

Dans la variante de Santo Antão l’adverbe de négation c’est n’ /n/. Ex. :
- Nô n’ dâ bibê. /no n dɐ biˈbe/ « Nous ne buvons pas. »
- Êl n’ dáva o’á. /el n davɐ oˈa/ « Il ne voyait pas. »
- Bô n’ bé. /bo n bɛ/ « Tu n’es pas allé. »

Dans les phrases impératives, l’adverbe de négation câ /kɐ/ vient toujours au début. Ex. :
- Câ bú bái! /kɐ bu baj/ « Ne vas pas ! »
- Câ nhôs fazê! /kɐ ɲoz fɐˈze/ (Sotavento), Câ b’sôt’ fazê! /kɐ bzot fɐˈze/ (Barlavento) « Ne faites pas ! »

Dans la variante de Santo Antão l’adverbe de négation c’est n’ /n/. Ex. :
- N’ bô bé! /n bo bɛ/ « Ne vas pas ! »
- N’ b’sôt’ fezê! /n bzot feˈze/ « Ne faites pas ! »

### Adjectifs
Les adjectifs en créole viennent presque toujours après le nom. Seulement les noms animés (être humains et animaux) demandent flexion de genre aux adjectifs. Ex. :
- ómi fêiu / mudjêr fêia « homme laid / femme laide »
- bódi prêtu / cábra préta « bouc noir / chèvre blanche »

Les adjectifs pour les noms inanimés ont la même forme que pour le masculin. Ex. :
- casácu bráncu « manteau blanc »
- camísa bráncu « chemise blanche »

En général, la marque du pluriel n’apparaît pas dans les adjectifs, une fois qu’elle apparaît dans une catégorie grammaticale précédente.

### Déterminants
En créole il n’y a pas d’article défini. S’il est absolument nécessaire de déterminer le nom, les déterminants démonstratifs sont alors employés.
Pour l’article indéfini, il y a deux formes, l'une pour le singulier, une autre pour le pluriel :
- úm… /ũ/ « un, une », úns… /ũz/ « des »

Ces formes sont utilisées pour le masculin comme pour le féminin.
Les déterminants démonstratifs ont seulement deux degrés de proximité : proche du parlant (êss « ce, cette, ces…-ci »), et éloigné du parlant (quêl « ce, cette…là », quês « ces…-là »).
- Seules les variantes de São Vicente et Santo Antão font une différence phonétique entre le singulier êss /es/ (« ce, cette…-ci ») et le pluriel ês /eʒ/ (« ces…-ci »).

### Désignatifs
Le créole possède une catégorie grammaticale spéciale pour présenter ou pour annoncer quelque chose. Ces deux mots, alí… /ɐˈli/ et alâ… /ɐˈlɐ/ sont comparables aux mots français « voici » et « voilà », respectivement. Ex. :
- Alí nhâ fídju. « Voici mon fils. »
- Alá-’l tâ bái. « Le voilà qu’il part. »

## Exemples du créole capverdien
Exemple 1 (variante de Santiago)
| créole | transcription selon l’API | traduction en français |
| --- | --- | --- |
| Ôi Cábu Vêrdi, Bô qu’ ê nhâ dôr más sublími Ôi Cábu Vêrdi, Bô qu’ ê nhâ angústia, nhâ paxõ Nhâ vída nâce Dí disafíu dí bú clíma ingrátu Vontádi férru ê bô nâ nhâ pêtu Gôstu pâ lúta ê bô nâ nhâs bráçu Bô qu’ ê nhâ guérra, Nhâ dôci amôr Stênde bús bráçu, Bú tomâ-m’ nhâ sángui, Bú rêga bú tchõ, Bú flúri! Pâ térra lôngi Bêm cába pâ nôs Bô cú már, cêu í bús fídju N’ úm dôci abráçu dí páz | /oj ˈkabu ˈveɾdi bo ke ɲɐ doɾ mas suˈblimi oj ˈkabu ˈveɾdi bo ke ɲɐ ɐ̃ˈɡustiɐ ɲɐ pɐˈʃõ ɲɐ ˈvidɐ ˈnɐse di dizɐˈfiw di bu ˈklimɐ ĩˈɡɾatu võˈtadi ˈfɛʀu e bo nɐ ɲɐ ˈpetu ˈɡostu pɐ ˈlutɐ e bo nɐ ɲɐz ˈbɾasu bo ke ɲɐ ˈɡɛʀɐ ɲɐ ˈdosi ɐˈmoɾ ˈstẽde buz ˈbɾasu bu toˈmɐ̃ ɲɐ ˈsãɡi bu ˈʀeɡɐ bu tʃõ bu ˈfluɾi pɐ ˈtɛʀɐ ˈlõʒi bẽ ˈkabɐ pɐ noz bo ku maɾ sew i buz ˈfidʒu nũ ˈdosi ɐˈbɾasu di paz/ | Oh Cap-Vert, C’est toi qui es ma douleur la plus sublime Oh Cap-Vert, C’est toi qui es mon angoisse, ma passion Ma vie est née Du défi de ton climat ingrat La volonté de fer c’est toi dans ma poitrine Le goût pour la lutte c’est toi dans mes bras C’est toi qui es ma guerre, Mon doux amour Étire tes bras, Prends mon sang, Arrose ton sol, Fleuris! Pour que la terre lointaine Vienne finir pour nous Toi avec la mer, le ciel et tes enfants Dans un doux embrassement de paix |

Extrait des paroles de Dôci Guérra de Antero Simas. Les paroles complètes peuvent être retrouvées (avec une différente orthographe) chez » Blog Archive » Doce Guerra.
Exemple 2 (variante de São Vicente)
| créole | transcription selon l’API | traduction enfrançais |
| --- | --- | --- |
| Papái, bêm dzê-m’ quí ráça quí nôs ê, óh pái Nôs ráça ê prêt’ má’ brónc’ burníd’ nâ vênt’ Burníd’ nâ temporál dí scravatúra, óh fídj’ Úm geraçõ dí túga cú africán’ Ês bêm dí Európa farejá riquéza Ês vendê fídj’ dí África nâ scravatúra Carregód’ nâ fúnd’ dí porõ dí sês galéra D’bóx’ dí chicôt’ má’ júg’ culuniál Algúns quí f’cá pralí gatchód’ nâ rótcha, óh fídj’ Trançá má’ túga, ês criá êss pôv’ cab’verdián’ Êss pôv’ quí sofrê quinhênt’s ón’ di turtúra, ôi, ôi Êss pôv’ quí ravultiá tabánca intêr’ | /pɐˈpaj bẽ dzem ki ˈʀasɐ ki noʒ e ɔ paj noʒ ˈʀasɐ e pɾet ma bɾɔ̃k buɾˈnid nɐ vẽt buɾˈnid nɐ tẽpoˈɾal di ʃkɾɐvɐˈtuɾɐ ɔ fidʒ ũ ʒeɾɐˈsõ di ˈtuɡɐ ku ɐfɾiˈkan eʒ bẽ di ewˈɾɔpɐ fɐɾeˈʒa ʀiˈkɛzɐ eʒ vẽˈde fidʒ di ˈafɾikɐ nɐ ʃkɾɐvɐˈtuɾɐ kɐʀeˈɡɔd nɐ fũd di poˈɾõ di seʒ ɡɐˈlɛɾɐ dbɔʃ di ʃiˈkot ma ʒuɡ kuluniˈal ɐlˈɡũʒ ki fka pɾɐˈli ɡɐˈtʃɔd nɐ ˈʀɔtʃɐ ɔ fidʒ tɾɐ̃ˈsa ma ˈtuɡɐ eʒ kɾiˈa es pov kabveɾdiˈan es pov ki soˈfɾe kiˈɲẽtʃ ɔn di tuɾˈtuɾɐ oj oj es pov ki ʀɐvultiˈa tɐˈbãkɐ ĩˈteɾ/ | Mon père, viens me dire quelle race sommes nous, oh père Notre race est noirs et blancs fondus dans le vent Fondus dans l’ouragan de l’esclavage, oh fils Une génération de Portugais avec Africains Ils sont venus d’Europe flairer des richesses Ils ont vendu des fils de l’Afrique dans l’esclavage Chargés au fond des cales de ses navires Sous le fouet et le joug colonial Quelques-uns uns qui sont restés cachés dans les montagnes, oh fils Se sont mélangés avec les portugais, ils ont créé ce peuple capverdien Ce peuple qui a souffert cinq cents ans de torture, oh, oh Ce peuple qui s’est révolté complètement |

Extrait des paroles de Nôs Ráça de Manuel de Novas (en). Les paroles complètes peuvent être retrouvées (avec une orthographe différente) chez Cap-Vert :: Mindelo Infos :: Musique capverdienne: Nos raça  Cabo Verde / Cape Verde.
Exemple 3
| créole | transcription selon l’API | traduction en français |
| --- | --- | --- |
| Túdu alguêm tâ nacê lívri í iguál nâ dignidádi cú nâ dirêtus. Ês ê dotádu cú razõ í cú «consciência», í ês devê agí pâ cumpanhêru cú sprítu dí fraternidádi. | /ˈtudu ɐlˈɡẽ tɐ nɐˈse ˈlivɾi i iˈɡwal nɐ diɡniˈdadi ku nɐ diˈɾetus ez e doˈtadu ku ʀɐˈzõ i ku kõʃsiˈẽsiɐ i ez deˈve ɐˈʒi pɐ kũpɐˈɲeɾu ku ˈspɾitu di fɾɐteɾniˈdadi/ | Tous les êtres humains naissent libres et égaux en dignité et en droits. Ils sont doués de raison et de conscience et doivent agir les uns envers les autres dans un esprit de fraternité. |

Traduction libre du 1er article de la Déclaration Universelle des Droits de l’Homme.

### Livres de linguistique à propos du créole
- Os dialectos romanicos ou neo-latinos na Africa, Asia e America (F. Adolpho Coelho – 1880; chapitre 1: Crioulo da Ilha de Santiago)
- O crioulo de Cabo Verde. Breves estudos sobre o crioulo das ilhas de Cabo Verde (Joaquim Vieira Botelho da Costa & Custódio José Duarte -1886)
- Dialectos crioulos-portugueses. Apontamentos para a gramática do crioulo que se fala na ilha de Santiago de Cabo Verde (A. de Paula Brito - 1887)
- O dialecto crioulo de Cabo Verde (Baltasar Lopes da Silva - 1957)
- Cabo Verde. Contribuição para o estudo do dialecto falado no seu arquipélago (Dulce Almada Duarte - 1961)
- O dialecto crioulo-Léxico do dialecto crioulo do Arquipélago de Cabo Verde (Fernandes, Armando Napoleão Rodrigues -1969)
- A linguistic approach to the Capeverdean language (Macedo, Donaldo Pereira - 1979)
- O crioulo de Cabo Verde - surto e expansão (Carreira, Antonio - 1982)
- Left-dislocation and topicalization in capeverdean creole. (Braga, Maria Luiza: Ph.D. Dissertation, University of Pennsylvania - 1982; Exemple en créole de São Vicente)
- Variation and change in the verbal system of Capeverdean crioulo (Silva, Izione Santos -1985: Analyse de la phonologie capverdienne)
- Bilinguismo ou Diglossia (Duarte, Dulce Almada - 1998)
- O crioulo da ilha de S. Nicolau de Cabo Verde (Eduardo Augusto Cardoso - 1989)
- Kabuverdianu: Elementaria seiner TMA-Morphosyntax im lusokreolischen Vergleich (Thiele, Petra. Kabuverdianu: 1991)
- O princípio da parcimónia em crioulo de Cabo Verde (PEREIRA, Dulce - 1992: dans 'Actas do II. Colóquio sobre Crioulos de base lexical portuguesa', pages 141-151)
- O crioulo de Cabo Verde: Introdução à gramática (Manuel Veiga - 1995; crioulo de Santiago et de São Vicente)
- Dictionnaire Cap-Verdien/français (Nicolas Quint, 1999: Créole de Santiago), Paris: L'Harmattan.
- Le créole du Cap-Vert. Étude grammaticale descriptive et contrastive (Manuel Veiga - 2000; exemple en créole de São Vicente et de Santiago)
- Le Cap-Verdien: Origines et devenir d'une langue métisse (Nicolas Quint - 2000), Paris: L'Harmattan
- Grammaire de la langue cap-verdienne: Étude descriptive et compréhensive du créole afro-portugais des Îles du Cap-Vert (Nicolas Quint, 2000), Paris: L'Harmattan
- Dicionário do Crioulo da Ilha de Santiago, dictionnaire créole de Santiago - Allemand (édité par Jürgen Lang: Tübingen 2002)
- The syntax of Cape Verdean Creole. The Sotavento Varieties (Baptista, Marlyse - 2002)
- Dicionário Prático Português Caboverdiano - Variante de Santiago (M. Mendes, N. Quint, F. Ragageles, A. Semedo: 2002)
- O Caboverdiano em 45 Lições (Manuel Veiga, 2002: Crioulo de Santiago e de São Vicente)
- Parlons capverdien : Langue et culture (Nicolas Quint, Aires Semedo, 2003: Créole de Santiago et un chapitre sur le créole de São Vicente)
- Le créole capverdien de poche (Nicolas Quint, 2005), Chennevières-sur-Marne: Assimil.
- Crioulos de base portuguesa (Pereira, Dulce, 2006), Lisboa: Caminho
- Crioulo de Cabo Verde — Situação Linguística da Zona do Barlavento (Delgado, Carlos Alberto, 2008), Praia: IBNL
- A Grammar of Santiago Creole (Cape Verde) = Gramática do Crioulo da Ilha de Santiago (Cabo Verde)(Jürgen Lang) Erlangen 2012 )
- A variação geográfica do crioulo caboverdiano (Jürgen Lang, Raimundo Tavares Lopes, Ana Karina Tavares Moreira, Maria do Céu dos Santos Baptista), Erlangen: FAU University Press, 2014
- Les langues des autres dans la créolisation : théorie et exemplification par le créole d'empreinte wolof à l'île Santiago du Cap Vert (Jürgen Lang; Tübingen: Narr, 2009)

textos escritos em crioulo

### Textes en créole
- Folk-Lore from the Cape Verde Islands (Parsons, Elsie Clews - 1923: Contes du Cap-Vert ; livre 1: en anglais, livre 2 en créole de Fogo)
- Renascença de uma civilização no Atlântico médio (Luís Romano de Madeira Melo, 1967: Collection de poèmes et de nouvelles en portugais et en créole de Santo Antão)
- Negrume/Lzimparin (Luís Romano de Madeira Melo - 1973: Nouvelles en créole de Santo Antão avec traduction portugaise)
- Textos Crioulos Cabo-Verdianos - Sérgio Frusoni (dans Miscelânea luso-africana 1975 par Marius F. Valkhoff)
- A Poética de Sérgio Frusoni - Uma Leitura Antropológica (Mesquitela Lima: Lisboa - 1992: poèmes en créole de São Vicente)
- Vangêle contód d'nôs móda (Sérgio Frusoni : Fogo - 1979; nouveau testament - créole de São Vicente)

#### Liens à propos de la linguistique du créole
- Dicionário Cabo-verdiano Português On-Line (Crioulo de Santiago)
- Santiago Creole : pdf
- Krioulo-German-Krioulo
- Dictionnaire Créole de Soncente (São Vicente)
- Guidelines for writing the São Vicentean dialect of Criol pdf  - version)

#### Textes en créole
- Adriano Gominho (Créole de São Nicolau)
- « Morna aguada » de Eugenio Tavares (Kreol der Insel Brava)
- Extrait de 'OS LUSIADAS' en créole de Santo Antão
- Ti Lobo et Ti Pedro - Crioulo de Santo Antão (Luís Romano)
- A POÉTICA CRIOULA DE SÉRGIO FRUSONI(Créole de São Vicente)